# Tom Bigelow
Tom Bigelow (ur. 31 października 1939 roku w Elkhorn) – amerykański kierowca wyścigowy.

## Kariera
Bigelow rozpoczął karierę w międzynarodowych wyścigach samochodowych w 1965 roku od gościnnych startów w Badger Midget Series, gdzie raz stanął na podium. W późniejszym okresie Amerykanin pojawiał się także w stawce USAC National Championship, USAC National Sprint Car Series, USAC National Midget Series, USAC National Silver Crown, USAC National Midget Series, CART Indy Car World Series, Indianapolis 500, USAC Gold Crown Championship, USAC Coors Light Silver Bullet Series, NASCAR Winston Cup, Badger Midget Series oraz Annual Chili Bowl Midget Nationals.
W CART Indy Car World Series Carter startował w latach 1979-1985, 1988-1989. Najlepszy wynik Amerykanin osiągnął w 1981 roku, kiedy uzbierane sześćdziesiąt punktów dało mu dwunaste miejsce w klasyfikacji generalnej.